# Bátaszék vasútállomás

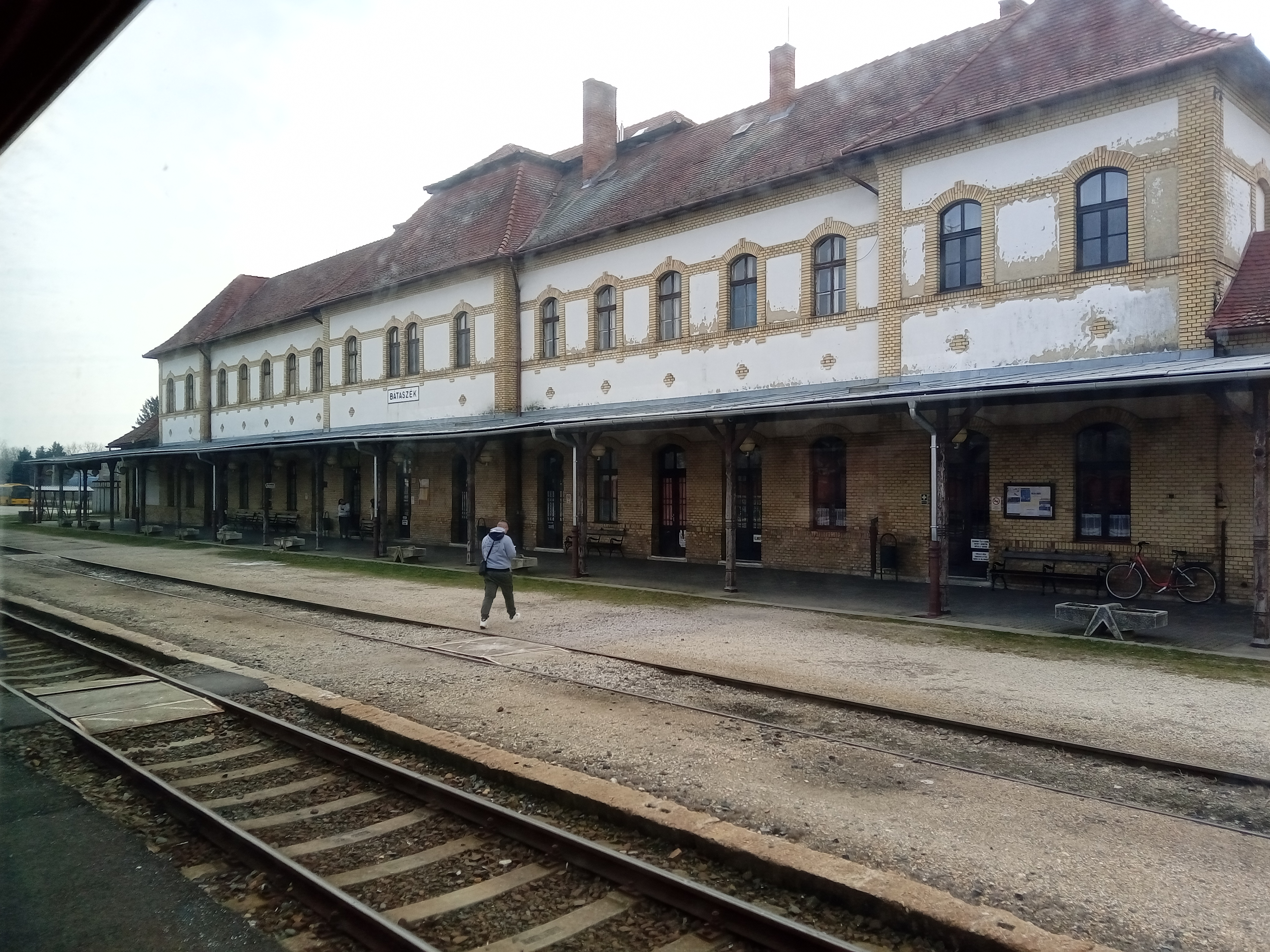
Az állomás 2023-ban, vonatból fotózva

Bátaszék vasútállomás egy Tolna vármegyei vasútállomás, Bátaszék városában, a MÁV üzemeltetésében. Felvételi épületének tervezője Pfaff Ferenc MÁV-főépítész volt.
A belterület északi szélén helyezkedik el, közvetlenül az 5604-es út mellett, közúti elérését ez az út biztosítja.

## Vasútvonalak
Az állomást az alábbi vasútvonalak érintik:
- Rétszilas–Bátaszék-vasútvonal
- Dombóvár–Bátaszék-vasútvonal
- Pécs–Bátaszék-vasútvonal
- Bátaszék–Kiskunhalas-vasútvonal

## Kapcsolódó állomások
A vasútállomáshoz az alábbi állomások vannak a legközelebb:
- Decs vasútállomás (Rétszilas–Bátaszék-vasútvonal)
- Mórágy megállóhely (Dombóvár–Bátaszék-vasútvonal)
- Alsónyék megállóhely (Bátaszék–Kiskunhalas-vasútvonal)

## Forgalom
| Járat                  | Útvonal | Gyakoriság                     |
| ---------------------- | --- | ------------------------------ |
| személyvonat           | Sárbogárd – Rétszilas – Cece – Vajta – Nagydorog – Tengelic – Fácánkert – Tolna-Mözs – Szekszárd-Palánk – Szekszárd – Őcsény – Decs – Bátaszék (– Alsónyék – Pörböly – Baja)                                  | Napi 3 pár                     |
| személyvonat           | Tolna-Mözs → Szekszárd-Palánk → Szekszárd → Őcsény → Decs → Bátaszék → Alsónyék → Pörböly → Baja | Munkanapokon 1 Baja felé       |
| személyvonat           | Szekszárd → Őcsény → Decs → Bátaszék | Munkanapokon 1 Baja felé       |
| személyvonat           | Bátaszék → Decs → Őcsény → Szekszárd → Szekszárd-Palánk → Tolna-Mözs | Munkanapokon 2 Tolna-Mözs felé |
| személyvonat           | Dombóvár – Csikóstőttős – Mágocs-Alsómocsolád – Szalatnak – Szászvár – Máza-Szászvár – Váralja – Nagymányok – Hidas-Bonyhád – Cikó – Mőcsény – Mórágy – Bátaszék – Alsónyék – Pörböly – Baja-Dunafürdő – Baja | Napi 5-6 pár                   |
| Gemenc InterRégió      | Székesfehérvár – Belsőbáránd – Sárbogárd – Cece – Vajta – Nagydorog – Tengelic – Fácánkert – Tolna-Mözs – Szekszárd – Őcsény – Decs – Bátaszék – Alsónyék – Pörböly – Baja                                    | 2 óránként                     |
| Sugovica expresszvonat | Baja → Bátaszék → Szekszárd → Budapest-Kelenföld → Budapest-Déli | Vasárnap 1 Budapest felé       |